# HD190068
HD190068 — хімічно пекулярна зоря спектрального класу A0, що має видиму зоряну величину в смузі V приблизно  8,2.
Вона  розташована на відстані близько 1325,8 світлових років від Сонця.

## Пекулярний хімічний склад
Зоряна атмосфера HD190068 має підвищений вміст 
Si
.